# Нуорагана
Нуорагана (рос. Нуорагана) — село у Мегіно-Кангалаському улусі Республіки Сахи Російської Федерації.
Населення становить 656 осіб. Належить до муніципального утворення Жабильський наслег.

## Географія

### Клімат
| Клімат Нуорагани          | Клімат Нуорагани | Клімат Нуорагани | Клімат Нуорагани | Клімат Нуорагани | Клімат Нуорагани | Клімат Нуорагани | Клімат Нуорагани | Клімат Нуорагани | Клімат Нуорагани | Клімат Нуорагани | Клімат Нуорагани | Клімат Нуорагани | Клімат Нуорагани |
| Показник                  | Січ.             | Лют.             | Бер.             | Квіт.            | Трав.            | Черв.            | Лип.             | Серп.            | Вер.             | Жовт.            | Лист.            | Груд.            | Рік              |
| Середній максимум, °C     | −38,4            | −30,6            | −14              | 0,7              | 12,6             | 22,4             | 25,4             | 21,3             | 11,4             | −4,4             | −25,5            | −36,2            | −4               |
| Середня температура, °C   | −42,2            | −36,4            | −22,4            | −6,8             | 6,3              | 15,4             | 18,5             | 14,6             | 5,8              | −9,1             | −30              | −40              | −10              |
| Середній мінімум, °C      | −45,9            | −42,2            | −30,8            | −14,2            | 0,0              | 8,4              | 11,6             | 7,9              | 0,2              | −13,7            | −34,5            | −43,7            | −16              |
| Норма опадів, мм          | 9                | 7                | 6                | 10               | 23               | 42               | 45               | 45               | 31               | 20               | 15               | 11               | 264              |
| ------------------------- | ---------------- | ---------------- | ---------------- | ---------------- | ---------------- | ---------------- | ---------------- | ---------------- | ---------------- | ---------------- | ---------------- | ---------------- | ---------------- |
| Джерело: climate-data.org |                  |                  |                  |                  |                  |                  |                  |                  |                  |                  |                  |                  |                  |

## Історія
Згідно із законом від 30 листопада 2004 року органом місцевого самоврядування є Жабильський наслег.

## Населення
| 2002 | 2010 | 2012 | 2013 | 2014 | 2015 | 2016 |
| ---- | ---- | ---- | ---- | ---- | ---- | ---- |
| 773  | ↘718 | ↘709 | ↘683 | ↘668 | ↘656 | ↗659 |
| 2017 | 2018 |      |      |      |      |      |
| ↗665 | ↘656 |      |      |      |      |      |